# Marcel Bruckmann
Marcel Bruckmann, občanským jménem Christoph Kotz (* 22. února 1968, Düsseldorf), je německý režisér a producent gay erotických filmů. Jiným jeho užívaným pseudonymem je Marek Bruckner. Bydlí v Erkrathu u Düsseldorfu, kde sídlí také jeho filmové a televizní studio XY Studios.

## Režie a produkce
Tvorba Marcela Bruckmanna je spjata zejména se studiem Man's Art (a Marka Brucknera s jeho edicí Street Boys). Už v roce 2003 však točil pod hlavičkou studia Antton Harri Productions a v letech 2005–2006 se svým studiem tvořil i pro značku TitanMen Fresh. Aktivní kariéru pornografického režiséra víceméně ukončil v roce 2010, když v předchozím roce převzal čestné ocenění prvního ročníku HustlaBall Award za svou letitou činnost v oboru.
Mezi herce účinkující často v jeho filmech patří ku příkladu Ronald Laska, Kriss Stahl (od roku 2005), Denis Reed, Martin Brawer, Felix Wallace či Tom Smith. Někteří se později stali členy Bruckmannova filmového štábu. Už v počátcích točil kromě Německa i v České republice, a také s českými herci. Pod pseudonymem Lars Bettner u něj ku příkladu vystupoval český herec později známý z produkce studia Bel Ami jako Marc Vidal.
Dalšími spolupracujícími českými herci byli např. Peer Paulus (též uváděn jako Manuel Hossa a Tomas Adamec, z jiných produkcí známější pod pseudonymem Jose Manuel), Felix Wallace (alias Alan Capier, Felix Lacroix, Marco Solero), Stefano Bello (alias Johnny Lee), Tom Smith (vystupující v produkci Williama Higginse jako Jirka Mendel), Björn Gedda (účinkující též zejména pro Williama Higginse), Carry Lexes (alias Janek Blond, Matias Mayer) Lucky Taylor či Jan Novotny (alias Rendy Scott, Nathan Eclaire, Carvin Raw). V edici Street Boys se objevovali také např. Leo Cooper (alias Mike Green, Leon Cook, Jack Samuelson), Pavel Lettna (účinkující pro jiná studia jako Martin Bogdan, Georgio Garcia, Brandon Junior a zejména George Basten), Thomas Dyk (alias Ondrej Sokol) či Martin Chrastil (v jiných produkcích častěji vystupující jako Jerry Harris).

## Videografie
Některé z prvních Bruckmannových filmů byly vydány v Německu pod německým názvem a poté distribuovány v USA pod jiným, anglickým názvem.
- 2002: The Boy Hunter / The Hunter (Man's Art) režie, scénář a kamera
- 2002: Nachspeise / Dessert (Man's Art) režie, scénář a kamera
- 2002: Summertime: Baden Verboten…! / Summertime: Bathing Forbidden (Man's Art) režie, scénář a kamera
- 2002: Wasserburg 1 / Roll in the Hay 1 (Man's Art)
- 2003: The Antton Harri Story 1: The Beginning (Antton Harri Productions)
- 2003: Ludwig 1: Lost Virginity (Man's Art)
- 2003: Monster Meat (Man's Art)
- 2003: Reflex / The Reflex (Man's Art) režie a produkce
- 2003: Turkish Cum Guns 1 (Street Boys / Man's Art)
- 2003: Wasserburg 2 / Roll in the Hay 2 (Man's Art)
- 2004: The Antton Harri Story 2: Disco Bang! (Antton Harri Productions)
- 2004: Boys@Work (Man's Art) režie a produkce
- 2004: The Farm (Man's Art)
- 2004: The Antton Harri Story 3: French Desire (Antton Harri Productions)
- 2004: Fucking Friday (Man's Art) režie a produkce
- 2004: Raw Material (Man's Art) režie a produkce
- 2005: Fuck me, yeah! (Man's Art) režie a účinkování v nesexuální roli lékaře
- 2005: Skaterz / The Gang! 1 (Titanmen Fresh / Man's Art: Skater Boys)
- 2005: The Gang! 2 (Man's Art: Skater Boys)
- 2005: London Calling (Antton Harri Productions / Titanmen Fresh)
- 2006: Rising Sun (Man's Art: Euro Stallions / Titan Media)
- 2005: Where is Rico? 1 (Man's Art)
- 2006: Barcelona Rocks (Titan Media / Man's Art)
- 2006: Boys Don't Cry (Man's Art: Skater Boys)
- 2006: Cum With Me… (Man's Art)
- 2006: Don't Be Shy (Man's Art)
- 2006: Piss Me Up, Taste My Sperm! (Street Boys / Man's Art) uveden jako Marcel Bruckmann i Marek Bruckner
- 2006: Take It Like a Man! (Man's Art: Skater Boys)
- 2006: Where is Rico? 2 (Man's Art / Titanmen Fresh)
- 2007: BoyFFist (Man's Art)
- 2007: In Bed With My Pal 1 (Man's Art)
- 2007: In Bed With My Pal 2 (Man's Art)
- 2007: Martin Brawer & Friends (Man's Art)
- 2007: Pissing (Man's Art)
- 2007: Sold Boy: The Martin Brawer Story (Man's Art)
- 2007: Turkish Cum Guns 3 (Street Boys / Man's Art)
- 2009: Boys@Service (Man's Art)
- 2008: Piss & Sperm (Man's Art)
- 2008: Piss & Sperm… The Sequel (Man's Art)
- 2010: Best of Kriss Stahl (Man's Art) výběrová kompilace
- 2010: Best of Denis Reed (Man's Art) výběrová kompilace
- 2010: Operating Room (Man's Art)
- 2011: Craftsmen (Man's Art)
- 2011: Marcel Bruckmann's My Best Man's Art (Man's Art) výběrová kompilace
- 2013: Summertime: Baden Verboten…! (Man's Art) reedice

Pod režisérským pseudonymem Marek Bruckner točil další filmy výhradně v edici Street Boys:
- 2006: Piss Me Up, Taste My Sperm! (Street Boys / Man's Art) uveden jako Marcel Bruckmann i Marek Bruckner
- 2006: Your Cum is Mine 1 (Man's Art)
- 2007: Sperm Kisses (Street Boys / Man's Art)
- 2007: Cum Inside Me (Street Boys / Man's Art)
- 2007: Fuck My Spermy Hole (Street Boys / Man's Art)
- 2007: Sperm Suckers (Street Boys / Man's Art)
- 2008: Spermy CumSuckers (Street Boys / Man's Art)
- 2008: Feetlickers & Spermfaces (Street Boys / Man's Art)
- 2008: Jizzy Toyboyz (Street Boys / Man's Art)
- 2008: Sperm In My Hole (Street Boys / Man's Art)
- 2009: Piss Me Up, Fuck Me Now (Street Boys / Man's Art)
- 2009: Caught in the Wood (Street Boys / Man's Art)
- 2009: Sperm House (Street Boys / Man's Art)
- 2009: Spermboys (Street Boys / Man's Art)
- 2010: Your Cum Is Mine 2 (Street Boys / Man's Art)
- 2010: Sperm Bang (Street Boys / Man's Art) režie spolu s Felixem Wallacem
- 2010: Makeup Sperm 1 (Street Boys / Man's Art) výběrová kompilace
- 2011: Makeup Sperm 2 (Street Boys / Man's Art) výběrová kompilace

## Ocenění
- 2004 Venus Awards: Nejlepší gay režisér („Best Gay Director – International“) jako Marcel Bruckmann[11]
- 2005 Eroticline Awards: Nejlepší gay film („Best Gay Film“): Rising Sun (EuroSexMen.com / Man's Art, r. Marcel Bruckmann)[12]
- 2005 Sign Awards: Best Gay Movie of the Year: Rising Sun (TitanMen Fresh / Man's Art, r. Marcel Bruckmann)
- 2005 Sign Awards: Best Gay Label of the Year
- 2006 David Awards: Nejlepší evropský režisér („Best European Director“) jako Marcel Bruckmann
- 2007 David Awards: Nejlepší evropský režisér („Best European Director“) jako Marek Bruckner[13]
- 2007 David Awards: Nejlepší evropské studio („Best European Studio“): XY Studios
- 2009 HustlaBall Award: Čestné ocenění pro režiséra a producenta desetiletí (jako Marcel Bruckmann)[14][15]